# Dries Driessen
Dries Driessen (Velden, 28 augustus 1981) is een voormalig Nederlands profvoetballer die tussen 1999 en 2002 onder contract stond bij VVV. Hij speelde bij voorkeur als linksbuiten.

## Loopbaan
Driessen doorliep de jeugdopleiding van VVV en gold er als een talentvolle speler. In 1998 werd hij geselecteerd voor Oranje onder 18 jaar en vervolgens overgeheveld naar de eerste selectie van VVV. Op 14 augustus 1999 maakte hij daar op 17-jarige leeftijd zijn competitiedebuut tijdens een thuiswedstrijd tegen Dordrecht '90 (1-1), als invaller voor Lennart Nederkoorn. Een definitieve doorbraak bleef daar echter uit, mede vanwege terugkerend blessureleed. In 2002 vertrok Driessen naar De Treffers.

### Statistieken
| Seizoen         | Club            | Competitie      | Competitie | Competitie | Beker | Beker | Play-off | Play-off | Totaal | Totaal |
| Seizoen         | Club            | Competitie      | Wed.       | Dlp.       | Wed.  | Dlp.  | Wed.     | Dlp.     | Wed.   | Dlp.   |
| --------------- | --------------- | --------------- | ---------- | ---------- | ----- | ----- | -------- | -------- | ------ | ------ |
| 1998/99         | VVV             | Eerste divisie  | 0          | 0          | 0     | 0     | —        | —        | 0      | 0      |
| 1999/00         | VVV             | Eerste divisie  | 4          | 0          | 1     | 0     | —        | —        | 5      | 0      |
| 2000/01         | VVV             | Eerste divisie  | 2          | 0          | 2     | 0     | —        | —        | 4      | 0      |
| 2001/02         | VVV             | Eerste divisie  | 4          | 0          | 0     | 0     | —        | —        | 4      | 0      |
| Carrière totaal | Carrière totaal | Carrière totaal | 10         | 0          | 3     | 0     | 0        | 0        | 13     | 0      |

## Trivia
Zijn vader Piet was eveneens prof bij VVV.